# Giulio Cacciandra
Giulio Cacciandra (Alessandria, 15 de julho de 1884 – 28 de janeiro de 1970) foi um ginete italiano, medalhista olímpico. 

## Carreira
Giulio Cacciandra representou seu país nos Jogos Olímpicos de 1920 e 1924, na qual conquistou a medalha de prata no CCE por equipes, e bronze nos saltos por equipes em 1920. 